# 유창형
유창형(柳昌衡, 1966년 1월 22일~)은 대한민국의 조직신학자이다.
칼빈대학교에서 조직신학(2013-14)교수를 하였고, 역사신학 교수로 10년간 봉직하다가 2025년부터 조직신학으로 다시 복귀하여 가르치고 있다. 입학과장, 입학처장,대학원 교무지원처장을 역임하였다.
 2007년 국제신학대학원대학교, 2008년 총신대학교 신학대학원, 안양대, 백석대를 비롯하여 많은 대학교에서 강의를 하였다. 그는 승동교회에서 고등부와 대학부에서 교육전도사와 강도사로 봉사했고, 노량진 삼성교회에서 4년 6개월간(1996-2002) 임시 담임목사로 봉사했다. 그 후 남아공 프리토리아 대학교에서 유학하면서 3년 6개월간(2003년-2007년) 이정근 사모와 함께 흑인 노숙자 사역을 했다. 귀국 후에 동광교회 협동목사로 봉사했고, 2014년부터 새에덴 교회 연구목사로 섬기고 있다. 개혁주의 칭의론과 성화론 연구의 전문가로 평가받고 있고 그외 다양한 분야의 소논문들을 썼다.

## 학력
- 서울대학교 수의학과 (B.V.1984~1991년) 졸업. 수의사 면허 획득.
- 총신대학교 신학대학원(M.div.1992-1995) 졸업
- 총신대 일반대학원에서 조직신학 석사(Th.M. 1998-2001)
- 프리토리아 대학교(University of Pretoria, Ph.D. A Reformed Doctrine of Sanctification for the Korean Context, 2002-2007)

## 학회 활동
- 한국복음주의신학회
- 개혁신학회
- 한국개혁신학회
- 기독교학술원
- 한국복음주의조직신학회 서기, 총무 역임(2022.11.30-2024.11.30), 현 부회장.

## 경력
- 삼성교회 담임목사 (1996-2001)
- 남아공 프레토리아 International Happy Church 담임목회 2004-2007
- 기독교생명윤리협회 감사 2017년 - 현

## 저서
- 『기독교 성령론』(2016)
- 『칼빈과 성화』(2014)
- 『개혁주의 입장에서 본 죤 웨슬리의 성화론』(2009)
- 『죤 칼빈의 성화론』(2009)

## 논문
- “칼빈과 웨슬리의 성화에 있어서 점진성과 순간성에 대한 비교 고찰” (성경과 신학 45권, 112-141, 2007).
- “웨슬리의 칭의론” (한국개혁신학 제 24권, 197-228, 2008).
- “하나님의 형상에 대한 칼빈의 견해와 평가” (칼빈연구 6집, 7-37, 2009).
- “죄사함과 의의 전가를 중심으로 한 칼빈의 칭의론과 그 평가”(성경과 신학, 52권, 2009)
- “칼빈의 칭의론 안에서 믿음, 행함, 영생의 관계”(개혁논총 13권, 2010)
- “웨슬리와 휫필드의 칭의론 연구”(한국개혁신학 32권, 2011)
- “베드로 전서 3:18-20:4,6에 관한 이상근과 칼빈의 견해 분석 비교”(한국개혁신학 36권, 2012)
- “몰리나의 중간지식에 관한 이성호, 티센, 폴헬름의 견해의 분석과 평가”(성경과 신학, 2013)
- “여호와와 여호와의 천사에 대한 칼빈의 연구”(칼빈논단 34, 2015)
- “니케아 신경과 칼빈의 삼위일체론의 관계에 대한 레이몬드와 박경수의 견해 연구” (칼빈논단 35권, 2016)
- “마틴 로이드존스의 성령세례와 인침에 관한 연구” (칼빈논단 36, 2017)
- “중생 전후의 인간 상태에 대한 칼빈과 웨슬리의 비교연구”(조직신학 연구 27권, 2017)
- “30년 전쟁과 종교개혁에 미친 영향”(칼빈논단 37권, 2018)
- “토마스 아퀴나스의 그리스도의 부활론에 대한 개혁파적 평가”(개혁논총 46권, 2018)
- “세례받은 어린이의 성찬참여에 대한 신학적 연구”(칼빈논단 38권, 2019)
- “기독교인의 정치참여 입장에서 본 3.1운동”(조직신학연구 32권, 2019)
- “그리스도의 능동적 순종의 전가에 대한 논쟁” (칼빈논단 39권, 2020)
- “예장 합동측의 여성강도권과 여성안수에 관한 신학적 분석과 현실적 대안”(조직신학 연구 35, 2020)
- “An Analysis and Evaluation of the Revival Theology and Methdology of Charles Finney" (Calvin Journal, 2022)
- “몹수에스티아의 테오도르의 기독론에 대한 분석과 평가” (조직신학연구, 2023)
- 찰스 피니의 부흥신학과 부흥방법론에 대한 분석과 평가 (조직신학연구, 2024)
- 아빙돈 단권성경주석에 대한 분석과 평가(한국개혁신학회, 2024)

## 같이 보기
- 한국의 신학자 목록
- 한국복음주의조직신학회